# Ze’ew Friedman
Ze’ew Friedman (heb. זאב פרידמן, ur. 10 czerwca 1944 roku w Prokopjewsku (ZSRR), zm. 6 września 1972 roku w Monachium podczas masakry na Letnich Igrzyskach Olimpijskich) – izraelski sportowiec sztangista pochodzący z Polski. 
Rodzice Ze’ewa po rozpoczęciu II wojny światowej uciekli z Polski do ZSRR i zamieszkali w Prokopiewsku na Syberii, tam urodził się ich syn. Pozostała w Polsce rodzina została zgładzona przez hitlerowców.
Ze’ew Friedman od dzieciństwa wykazywał zdolności gimnastyczne, więc gdy w 1958 roku powrócił z rodziną do Polski, był dobrze rokującym sportowcem. Dwa lata później, w maju 1960 roku rodzina Friedmanów wyemigrowała do Izraela i osiedliła się w pobliżu Hajfy. Ze’ew odbył służbę wojskową w Izraelskich Siłach Powietrznych, a następnie został nauczycielem wychowania fizycznego. 
Od początku pobytu w Izraelu rozpoczął treningi w podnoszeniu ciężarów, odnosząc sukcesy w wadze piórkowej, przez siedem lat był mistrzem Izraela. Podczas odbywających się w 1969 roku w Warszawie Młodzieżowych Mistrzostwach Europy zajął siódme miejsce. W 1971 roku zdobył srebrny medal na mistrzostwach Azji w Manilii na Filipinach, tak wysoka nota zakwalifikowała go do udziału w Letnich Igrzyskach Olimpijskich, która odbywały się w 1972 roku w Monachium. Zeew Friedman zajął dwunaste miejsce, co plasowało go w czołówce osiągnięć izraelskich sztangistów. Podczas ataku terrorystów z organizacji Czarny Wrzesień został wzięty jako zakładnik, zginął w helikopterze na monachijskim lotnisku podczas nieudanej próby odbicia z rąk terrorystów przez niemiecką policję.